# Rodarius Williams
Rodarius Lee Williams (Shreveport, 12 settembre 1996) è un giocatore di football americano statunitense che milita nel ruolo di cornerback per i New York Giants della National Football League (NFL).

## Carriera

### New York Giants
Williams fu scelto nel corso del settimo giro (201º assoluto) del Draft NFL 2021 dai New York Giants. Debuttò come professionista subentrando nella gara del primo turno contro i Denver Broncos.

## Vita privata
È il fratello del cornerback dei Cleveland Browns Greedy Williams.